# هانس ويلهلم
هانس ويلهلم (بالإنجليزية: Hans Wilhelm)‏ هو كاتب للأطفال وكاتب أمريكي، ولد في 21 سبتمبر 1945.